# Самастипур
Самастипур (англ. Samastipur, хинди समस्तीपुर) — город в центральной части штата Бихар, Индия. Административный центр округа Самастипур.

## География
Абсолютная высота — 38 метров над уровнем моря. Расположен на берегу реки Нараяни, примерно в 230 км от административного центра штата, города Патна.

## Население
По данным на 2013 год численность населения составляет 58 132 человека.
Динамика численности населения города по годам:
| 1991   | 2001   | 2013   |
| ------ | ------ | ------ |
| 58 952 | 55 589 | 58 132 |

## Экономика
Развиты целлюлозно-бумажная и пищевая промышленность. Важную роль в экономике играет также сельское хозяйство.